# La Bague fatale
Pour plus de détails, voir Fiche technique et Distribution.
La Bague fatale (Lacrime di sposa) est un melodramma strappalacrime italien réalisé par Sante Chimirri et sorti en 1955.
C'est le premier et l'unique film de son réalisateur.

## Synopsis
Gianni est un jeune conducteur de tramway napolitain qui, pour arrondir ses fins de mois, se produit comme chanteur de rue dans des restaurants huppés, accompagné de son ami guitariste Pasqualino. Malgré le fait que la mère et la petite amie de Gianni ne partagent pas sa seconde activité, Gianni continue d'assister à des fêtes et à des mariages. À l'une de ces occasions, il rencontre Barbara et Toni, deux trafiquants qui lui proposent une place à Mogador où il pourra mieux réussir ; Gianni accepte. À partir de ce moment, son caractère change, il néglige sa famille et sa petite amie et tombe amoureux de Barbara. Toni, jaloux de leur relation, tue Barbara et accuse Gianni, qui est arrêté. La mère de Gianni tombe alors gravement malade et Fiorella, afin de se procurer les moyens nécessaires à sa guérison, accepte d'épouser Toni. Gianni, ayant appris la nouvelle par Pasqualino, s'évade de prison et court chez Toni au moment où celui-ci s'apprête à tuer Fiorella, qui a découvert que le véritable meurtrier est Toni. Gianni se bat pour sauver son amie et, pendant la lutte, la police arrive et tire un coup de revolver qui tue Toni. L'innocence de Gianni est ainsi reconnue.

## Fiche technique
- Titre original italien : Lacrime di sposa[1] (litt. « Les larmes de la mariée »)
- Titre français : La Bague fatale[2]
- Réalisateur : Sante Chimirri
- Scénario : Sante Chimirri, Gianni Puccini, Piero Vivarelli
- Directeur de la photographie : Vincenzo Seratrice
- Montage : Nino Baragli
- Musique : Carlo Innocenzi
- Décors : Elio Balletti (it), Camillo Del Signore
- Maquillage : Manrico Spagnoli
- Production : Sergio Corbucci, Vico Vaccaro
- Société de production : GEA Cinematografica
- Pays de production :  Italie
- Langue originale : italien
- Format : Noir et blanc - Son mono
- Durée : 93 minutes
- Genre : Melodramma strappalacrime
- Dates de sortie :
  - Italie : novembre 1955
  - France : 14 décembre 1956[2]

## Distribution
- Achille Togliani : Gianni Vinci
- Lucia Banti : Fiorella Donato
- Barbara Shelley : Barbara Flam
- Margherita Bagni : la mère de Gianni
- Nino Milano (it) : Pasqualino Scognamiglio
- Paul Müller : Toni Icardi
- Danilo Calamai : médecin
- Ignazio Leone : commissaire de police
- Jula de Palma : elle-même
- Armando Romeo (it) : lui-même
- José Toledano : danseur de flamenco
- Gianna Baragli

## Exploitation
Le film est sorti dans le circuit cinématographique italien en novembre 1955.